# Mała Panew
Malapane (tysk: Malapane) er en flod der løber i det sydvestlige Polen, i Schlesien og voivodskabet Opole. Den er en højre biflod til Oder, der den løber sammen med den nær landsbyen Czarnowąsy nær Opole. Bziniczka er en biflod til Mala Panew. 
Mała Panew er 132 km lang og har et afvandingsområde på 2.132 km2.